# Dondas
Dondas – miejscowość i gmina we Francji, w regionie Nowa Akwitania, w departamencie Lot i Garonna.
Według danych na rok 1990 gminę zamieszkiwało 240 osób, a gęstość zaludnienia wynosiła 17 osób/km² (wśród 2290 gmin Akwitanii Dondas plasuje się na 938. miejscu pod względem liczby ludności, natomiast pod względem powierzchni na miejscu 809.).